# Jean Capart

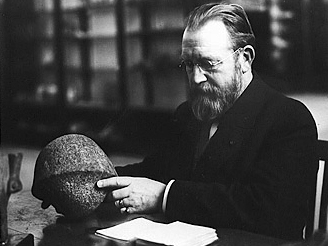
Jean Capart.

Jean François Désiré Capart, född den 21 februari 1877 i Bryssel, död den 16 juni 1947 i Etterbeek, var en belgisk egyptolog.
Capart anställdes 1900 vid Musées royaux du Cinquantenaire i Bryssel och blev senare museernas direktör. Han var grundare av Fondation égyptologique reine Élisabeth och ledde utgrävningarna i Al Kāb 1937–1939 och 1945. Caparts vetenskapliga arbete ägnades huvudsakligen den egyptiska konsten och arkeologin: Les débuts de l'art en Égypte (1904), Leçons sur l'art égyptien (1920), Documents pour servir à l'ètude de l'art en égyptien (1928).